# Pierre Dubois de la Sablonière
Pour les articles homonymes, voir Sablonière.
Pierre François Alexis Dubois de la Sablonière, né le 9 octobre 1856 à Bourges et mort le 31 octobre 1935 à Bourges, est un homme politique et avocat français.

## Biographie

### Vie privée
La famille Dubois de La Sablonière est une famille d'ancienne bourgeoisie originaire du Berry. Son auteur, Jacques Philippe Dubois (1698-1770), bourgeois de Bourges, était administrateur de l'hôpital général de Bourges. Son fils, Jean-Baptiste Dubois du Coudray (1744-1814), était avocat au bailliage et siège présidial de Bourges, conseiller à la cour impériale de Bourges.
Pierre Dubois de la Sablonière est le fils de Désiré Dubois de la Sablonière (1815-1888), conseiller à la cour impériale de Bourges, et de Reine Aupetit-Durand, elle-même fille de Louis Arnaud Aupetit-Durand (1794-1855), président de chambre à la cour de Bourges.

### Vie publique
Il est docteur en droit et avocat à Bourges, où il est bâtonnier en 1890. Membre de la Société historique, littéraire et scientifique du Cher ainsi que de la Société des antiquaires du Centre, il publie de nombreux travaux historiques, notamment sur Jacques Cœur. Il est également vice-président de la Société d'agriculture du Cher, président de la Caisse d'épargne de Bourges et de la Mutuelle du Cher. Conseiller municipal de Bourges en 1889, il est maire de Baugy de 1893 à 1924. Il est conseiller d'arrondissement de 1896 à 1899, puis conseiller général pour le canton de Baugy de 1899 à 1926. Il est député du Cher de 1919 à 1924, inscrit au groupe de l'Entente républicaine démocratique.

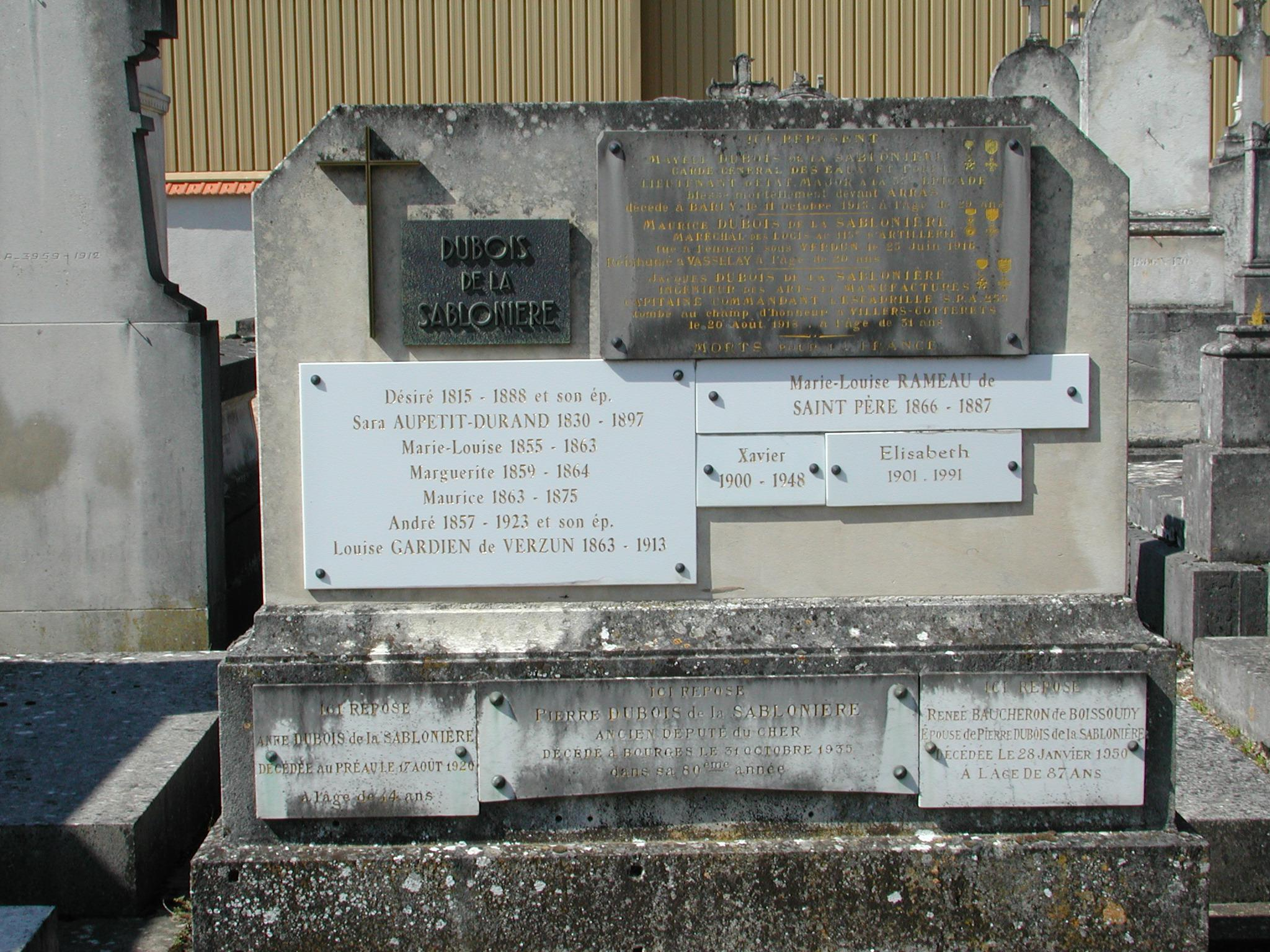
Tombe de la famille Dubois de La Sablonière, au cimetière des Capucins de Bourges. Pierre Dubois de la Sablonière y est enterré.

Il est inhumé au cimetière des Capucins de Bourges.

## Famille
Il épouse en premières noces, le 24 janvier 1884, Marie-Louise Rameau de Saint-Père (1866-1887), fille de François Jean Edme Rameau de Saint-Père et de Thérèse Camusat. Ils ont deux enfants :
- Edmé Désiré Mayeul Dubois de La Sablonière (3 avril 1886 - 29 septembre 1915) épouse Louise Marie Antoinette de Jouffroy d'Abbans (21 août 1890 - 21 avril 1915), sans descendance ;
- Marie Louise Dubois de La Sablonière (10 avril 1884 - 16 avril 1960) épouse Antoine Marie Conrad Desjobert (13 mars 1879 - 1961), dont descendance.

Il épouse en secondes noces, le 14 avril 1896, Renée Clémentine Amandine Baucheron de Boissoudy (1862-1950), fille de Philippe Baucheron de Boissoudy et de Marthe Bichier des Ages. Ils ont cinq enfants :
- Hubert Dubois de La Sablonière (30 janvier 1897 - 7 octobre 1972) épouse Madeleine Nouël de Buzonnières (2 juin 1912 - 4 avril 1994), dont descendance ;
- Xavier Dubois de La Sablonière (10 septembre 1899 - 3 septembre 1948) épouse Paule Brichet (13 mars 1903 - 8 juin 1965), dont descendance ;
- Élisabeth Dubois de La Sablonière (1er juin 1901 - 20 septembre 1991), célibataire, sans enfants ;
- Louise Antoinette Solange Dubois de La Sablonière (24 août 1902 - 4 février 1979) épouse Henri Albert Joseph Le Grontec (2 juillet 1898 - 18 décembre 1954), dont descendance ;
- Anne Dubois de La Sablonière (29 avril 1906 - 17 août 1920), célibataire, sans enfants.